# CABINN Metro
Hotel CABINN Metro er et hotel beliggende i København, som er en del af hotelkæden Cabinn Hotels. Hotellet blev færdigbygget i 2009 og var med sine 709 værelser Danmarks største hotel, indtil Bella Sky åbnede i 2011. Hotellet er beliggende på Arne Jacobsens Allé i Ørestad i København og er tegnet af arkitekten Daniel Libeskind.